# Rewrite (singel)
"Rewrite" (jap. リライト Riraito) − piąty singel japońskiej grupy muzycznej Asian Kung-Fu Generation, wydany 4 sierpnia 2004. Pochodzi z albumu Sol-fa. Tytułowy utwór usłyszeć można w anime Fullmetal Alchemist.

## Lista utworów
1. "Rewrite" (jap. リライト Riraito)
2. "Yūgure no Aka" (jap. 夕暮れの紅)

## Twórcy
- Masafumi Gotō – śpiew, gitara
- Kensuke Kita – gitara, śpiew
- Takahiro Yamada – gitara basowa, śpiew
- Kiyoshi Ijichi – perkusja
- Asian Kung-Fu Generation – producent
- Tōru Takayama – miks, realizacja
- Mitsuharu Harada – mastering
- Kenichi Nakamura – realizacja
- Yūsuke Nakamura – projekt okładki